# Gipsy Kings/Diskografie
Diese Diskografie ist eine Übersicht über die musikalischen Werke der französischen Musikgruppe Gipsy Kings. Den Schallplattenauszeichnungen zufolge hat sie bisher mehr als 9,1 Millionen Tonträger verkauft, davon alleine in ihrer Heimat über 1,4 Millionen. Ihre erfolgreichste Veröffentlichung ist die Kompilation Greatest Hits mit über 2,3 Millionen verkauften Einheiten.

## Alben

### Studioalben
| Jahr | Titel                     | Höchstplatzierung, Gesamtwochen, AuszeichnungChartplatzierungen (Jahr, Titel, Platzierungen, Wochen, Auszeichnungen, Anmerkungen) | Höchstplatzierung, Gesamtwochen, AuszeichnungChartplatzierungen (Jahr, Titel, Platzierungen, Wochen, Auszeichnungen, Anmerkungen) | Höchstplatzierung, Gesamtwochen, AuszeichnungChartplatzierungen (Jahr, Titel, Platzierungen, Wochen, Auszeichnungen, Anmerkungen) | Höchstplatzierung, Gesamtwochen, AuszeichnungChartplatzierungen (Jahr, Titel, Platzierungen, Wochen, Auszeichnungen, Anmerkungen) | Höchstplatzierung, Gesamtwochen, AuszeichnungChartplatzierungen (Jahr, Titel, Platzierungen, Wochen, Auszeichnungen, Anmerkungen) | Höchstplatzierung, Gesamtwochen, AuszeichnungChartplatzierungen (Jahr, Titel, Platzierungen, Wochen, Auszeichnungen, Anmerkungen) | Anmerkungen                                                               |
| Jahr | Titel                     | DE | AT | CH | UK | US | FR | Anmerkungen                                                               |
| ---- | ------------------------- | --- | --- | --- | --- | --- | --- | ------------------------------------------------------------------------- |
| 1982 | Allegria                  | — | — | — | — | — | FR— GoldFR | Erstveröffentlichung: 6. August 1982                                      |
| 1983 | Luna de fuego             | — | — | — | — | — | — | Erstveröffentlichung: 22. April 1983                                      |
| 1987 | Gipsy Kings               | DE58 (4 Wo.)DE | AT20 (6 Wo.)AT | CH10 Gold · (10 Wo.)CH | UK16 Gold · (29 Wo.)UK | US57 Platin · (42 Wo.)US | FR— PlatinFR | Erstveröffentlichung: 21. August 1987                                     |
| 1989 | Mosaïque                  | DE19 Gold · (100 Wo.)DE | — | CH21 Gold · (10 Wo.)CH | UK27 Gold · (13 Wo.)UK | US95 Gold · (19 Wo.)US | FR— ×2DoppelgoldFR | Erstveröffentlichung: 28. April 1989                                      |
| 1991 | Este mundo                | DE3 Platin · (64 Wo.)DE | AT4 Platin · (29 Wo.)AT | CH1 Platin · (38 Wo.)CH | UK19 Silber · (7 Wo.)UK | US120 (7 Wo.)US | FR— GoldFR | Erstveröffentlichung: 19. Juli 1991                                       |
| 1993 | Love & Liberté            | DE81 (9 Wo.)DE | AT20 (15 Wo.)AT | CH40 (3 Wo.)CH | — | — | — | Erstveröffentlichung: 1993                                                |
| 1995 | Estrellas / Tierra gitana | — | AT25 (3 Wo.)AT | CH30 (6 Wo.)CH | — | US143 (3 Wo.)US | — | Erstveröffentlichung: 27. Oktober 1995                                    |
| 1997 | Compas                    | — | AT42 (3 Wo.)AT | CH46 (2 Wo.)CH | — | US97 (7 Wo.)US | — | Erstveröffentlichung: 6. November 1997                                    |
| 2001 | Somos gitanos             | — | — | CH100 (1 Wo.)CH | — | — | — | Erstveröffentlichung: 24. September 2001                                  |
| 2004 | Roots                     | — | — | — | — | US166 (6 Wo.)US | — | Erstveröffentlichung: 16. März 2004                                       |
| 2006 | Pasajero                  | — | — | CH89 (1 Wo.)CH | — | — | FR74 (9 Wo.)FR | Erstveröffentlichung: 7. September 2006                                   |
| 2013 | Savor flamenco            | — | — | — | — | — | — | Erstveröffentlichung: 10. September 2013 Grammy als Bestes Weltmusikalbum |
| 2022 | Renaissance               | — | — | — | — | — | — | Erstveröffentlichung: 27. Oktober 2022                                    |

grau schraffiert: keine Chartdaten aus diesem Jahr verfügbar

### Livealben
| Jahr | Titel | Höchstplatzierung, Gesamtwochen, AuszeichnungChartplatzierungen (Jahr, Titel, Platzierungen, Wochen, Auszeichnungen, Anmerkungen) | Höchstplatzierung, Gesamtwochen, AuszeichnungChartplatzierungen (Jahr, Titel, Platzierungen, Wochen, Auszeichnungen, Anmerkungen) | Höchstplatzierung, Gesamtwochen, AuszeichnungChartplatzierungen (Jahr, Titel, Platzierungen, Wochen, Auszeichnungen, Anmerkungen) | Höchstplatzierung, Gesamtwochen, AuszeichnungChartplatzierungen (Jahr, Titel, Platzierungen, Wochen, Auszeichnungen, Anmerkungen) | Höchstplatzierung, Gesamtwochen, AuszeichnungChartplatzierungen (Jahr, Titel, Platzierungen, Wochen, Auszeichnungen, Anmerkungen) | Höchstplatzierung, Gesamtwochen, AuszeichnungChartplatzierungen (Jahr, Titel, Platzierungen, Wochen, Auszeichnungen, Anmerkungen) | Anmerkungen                           |
| Jahr | Titel | DE | AT | CH | UK | US | FR | Anmerkungen                           |
| ---- | ----- | --- | --- | --- | --- | --- | --- | ------------------------------------- |
| 1992 | Live  | DE62 (11 Wo.)DE | — | — | — | — | — | Erstveröffentlichung: 5. Oktober 1992 |

### Kompilationen
| Jahr | Titel                                    | Höchstplatzierung, Gesamtwochen, AuszeichnungChartplatzierungen (Jahr, Titel, Platzierungen, Wochen, Auszeichnungen, Anmerkungen) | Höchstplatzierung, Gesamtwochen, AuszeichnungChartplatzierungen (Jahr, Titel, Platzierungen, Wochen, Auszeichnungen, Anmerkungen) | Höchstplatzierung, Gesamtwochen, AuszeichnungChartplatzierungen (Jahr, Titel, Platzierungen, Wochen, Auszeichnungen, Anmerkungen) | Höchstplatzierung, Gesamtwochen, AuszeichnungChartplatzierungen (Jahr, Titel, Platzierungen, Wochen, Auszeichnungen, Anmerkungen) | Höchstplatzierung, Gesamtwochen, AuszeichnungChartplatzierungen (Jahr, Titel, Platzierungen, Wochen, Auszeichnungen, Anmerkungen) | Höchstplatzierung, Gesamtwochen, AuszeichnungChartplatzierungen (Jahr, Titel, Platzierungen, Wochen, Auszeichnungen, Anmerkungen) | Anmerkungen                               |
| Jahr | Titel                                    | DE | AT | CH | UK | US | FR | Anmerkungen                               |
| ---- | ---------------------------------------- | --- | --- | --- | --- | --- | --- | ----------------------------------------- |
| 1994 | Greatest Hits                            | DE6 Gold · (21 Wo.)DE | AT3 Gold · (17 Wo.)AT | CH3 Platin · (17 Wo.)CH | UK11 Gold · (11 Wo.)UK | — | FR— PlatinFR | Erstveröffentlichung: 6. Juli 1994        |
| 1995 | The Best of the Gipsy Kings              | — | — | — | — | US105 Platin · (22 Wo.)US | — |                                           |
| 1996 | Love Songs / Cantos de amor              | DE77 (2 Wo.)DE | — | CH23 (7 Wo.)CH | — | — | — | Erstveröffentlichung: Juli 1996           |
| 1998 | Volare! The Very Best of the Gipsy Kings | DE20 (10 Wo.)DE | AT32 (6 Wo.)AT | CH29 (5 Wo.)CH | UK20 Silber · (5 Wo.)UK | — | — | Erstveröffentlichung: 12. Juli 1998       |
| 2005 | The Very Best of                         | — | — | — | UK32 Gold · (5 Wo.)UK | — | — | Erstveröffentlichung: 1. August 2005      |
| 2011 | Best of                                  | — | — | — | — | — | FR17 ×2Doppelgold · (13 Wo.)FR | Erstveröffentlichung: 22. Juli 2011 2 CDs |

Weitere Kompilationen
- 1988: Djobi, djoba: The Best of the Gipsy Kings
- 1989: Best Remixes (nur Japan)
- 1990: 12" Remix Collection
- 1998: The Best Remixes
- 2001: Les Indispensables de Gipsy Kings
- 2003: Rare & Unplugged
- 2011: Back to Back
- 2012: The Essential Gipsy Kings
- 2014: The Real… Gipsy Kings (3 CDs)

## Singles

### Singles als Leadmusiker
| Jahr | Titel Album                        | Höchstplatzierung, Gesamtwochen, AuszeichnungChartplatzierungen (Jahr, Titel, Album, Platzierungen, Wochen, Auszeichnungen, Anmerkungen) | Höchstplatzierung, Gesamtwochen, AuszeichnungChartplatzierungen (Jahr, Titel, Album, Platzierungen, Wochen, Auszeichnungen, Anmerkungen) | Höchstplatzierung, Gesamtwochen, AuszeichnungChartplatzierungen (Jahr, Titel, Album, Platzierungen, Wochen, Auszeichnungen, Anmerkungen) | Höchstplatzierung, Gesamtwochen, AuszeichnungChartplatzierungen (Jahr, Titel, Album, Platzierungen, Wochen, Auszeichnungen, Anmerkungen) | Höchstplatzierung, Gesamtwochen, AuszeichnungChartplatzierungen (Jahr, Titel, Album, Platzierungen, Wochen, Auszeichnungen, Anmerkungen) | Höchstplatzierung, Gesamtwochen, AuszeichnungChartplatzierungen (Jahr, Titel, Album, Platzierungen, Wochen, Auszeichnungen, Anmerkungen) | Anmerkungen                                        |
| Jahr | Titel Album                        | DE | AT | CH | UK | US | FR | Anmerkungen                                        |
| ---- | ---------------------------------- | --- | --- | --- | --- | --- | --- | -------------------------------------------------- |
| 1987 | Djobi djoba Gipsy Kings            | — | — | — | UK— SilberUK | — | FR15 (13 Wo.)FR | bereits 1982 auf dem Album Allegria veröffentlicht |
| 1987 | Bamboleo Gipsy Kings               | DE18 Gold · (12 Wo.)DE | AT12 (10 Wo.)AT | — | — | — | FR7 (7 Wo.)FR | Charteinstieg in DE/AT: August/September 1988      |
| 1987 | Djobi djoba / Bamboleo Gipsy Kings | — | — | — | — | — | FR3 Silber · (15 Wo.)FR | Doppel-A-Single                                    |
| 1989 | Soy Mosaïque                       | — | — | CH25 (4 Wo.)CH | — | — | FR20 (11 Wo.)FR |                                                    |
| 1989 | Volare Mosaïque                    | — | — | — | — | — | FR16 (15 Wo.)FR |                                                    |
| 1991 | Baila me Este mundo                | DE16 (20 Wo.)DE | AT10 (11 Wo.)AT | CH27 (2 Wo.)CH | — | — | FR36 (6 Wo.)FR |                                                    |
| 1992 | Sin ella Este mundo                | DE80 (4 Wo.)DE | — | — | — | — | — |                                                    |
| 1992 | Pida me la –                       | DE68 (8 Wo.)DE | AT22 (5 Wo.)AT | — | — | — | FR28 (13 Wo.)FR |                                                    |
| 1993 | Escucha me Love & Liberté          | DE61 (11 Wo.)DE | — | — | — | — | — |                                                    |
| 1994 | Hits Medley Greatest Hits          | — | — | — | UK53 (2 Wo.)UK | — | — |                                                    |

Weitere Singles
| - 1987: Bem bem Maria - 1987: Quiero Saber - 1988: Vamos a bailar - 1989: A mi manera (My Way) - 1990: Caminando por la calle - 1990: Viento del arena - 1990: Hotel California - 1991: Gipsy Fashion (EP, mit Medleys von Gipsy Kings, Los Rolin und Espírito Cigano) - 1992: Live Medley - 1993: La quiero | - 1994: Summer Mixes – Hits Medley - 1995: La rumba de Nicolas - 1995: A ti a ti - 1996: Un amor - 1997: Solo por tí (Amiwawa) - 1997: Lo mal y lo bien - 1998: Oh éh oh éh - 1999: Hotel California & Hit Mix ’99 - 2001: Magia del ritmo - 2004: Como siento yo – Soledad |

### Singles als Gastmusiker
| Jahr | Titel Album                                     | Höchstplatzierung, Gesamtwochen, AuszeichnungChartplatzierungen (Jahr, Titel, Album, Platzierungen, Wochen, Auszeichnungen, Anmerkungen) | Höchstplatzierung, Gesamtwochen, AuszeichnungChartplatzierungen (Jahr, Titel, Album, Platzierungen, Wochen, Auszeichnungen, Anmerkungen) | Höchstplatzierung, Gesamtwochen, AuszeichnungChartplatzierungen (Jahr, Titel, Album, Platzierungen, Wochen, Auszeichnungen, Anmerkungen) | Höchstplatzierung, Gesamtwochen, AuszeichnungChartplatzierungen (Jahr, Titel, Album, Platzierungen, Wochen, Auszeichnungen, Anmerkungen) | Höchstplatzierung, Gesamtwochen, AuszeichnungChartplatzierungen (Jahr, Titel, Album, Platzierungen, Wochen, Auszeichnungen, Anmerkungen) | Höchstplatzierung, Gesamtwochen, AuszeichnungChartplatzierungen (Jahr, Titel, Album, Platzierungen, Wochen, Auszeichnungen, Anmerkungen) | Anmerkungen                                                            |
| Jahr | Titel Album                                     | DE | AT | CH | UK | US | FR | Anmerkungen                                                            |
| ---- | ----------------------------------------------- | --- | --- | --- | --- | --- | --- | ---------------------------------------------------------------------- |
| 1999 | Get Up! Cafe Cubar – The Greatest Sunshine Hits | DE23 (9 Wo.)DE | AT27 (6 Wo.)AT | — | — | — | — | Erstveröffentlichung: 19. Juli 1999 Captain Jack feat. The Gipsy Kings |

Weitere Gastbeiträge
- 2021: Ingobernable (C. Tangana con Gipsy Kings, Nicolás Reyes & Tonino Baliardo)

## Boxsets
- 1991: Two Originals: Luna de fuego + Allegria (2 LPs)
- 2013: Original Album Classics

## Statistik

### Chartauswertung
|                     | DE    | AT    | CH     | UK    | US    | FR    |
| ------------------- | ----- | ----- | ------ | ----- | ----- | ----- |
| Nummer-eins-Alben   | DE—DE | AT—AT | CH1CH  | UK—UK | US—US | FR—FR |
| Top-10-Alben        | DE2DE | AT2AT | CH3CH  | UK—UK | US—US | FR—FR |
| Alben in den Charts | DE8DE | AT7AT | CH11CH | UK6UK | US7US | FR2FR |

|                       | DE    | AT    | CH    | UK    | US    | FR    |
| --------------------- | ----- | ----- | ----- | ----- | ----- | ----- |
| Nummer-eins-Singles   | DE—DE | AT—AT | CH—CH | UK—UK | US—US | FR—FR |
| Top-10-Singles        | DE—DE | AT1AT | CH—CH | UK—UK | US—US | FR2FR |
| Singles in den Charts | DE6DE | AT4AT | CH2CH | UK1UK | US—US | FR7FR |

### Auszeichnungen für Musikverkäufe
| Goldene Schallplatte - Brasilien - 1992: für das Album Allegria - Belgien - 1995: für das Album Greatest Hits - Italien - 2024: für die Single Bamboleo - Japan - 1998: für das Album Greatest Hits - 2001: für das Album Gipsy Kings - Kanada - 1999: für das Album Volare! The Very Best of the Gipsy Kings - Neuseeland - 1990: für das Album Mosaïque - 1995: für das Album Greatest Hits - Niederlande - 1991: für das Album Este mundo - 1996: für das Album Greatest Hits - Norwegen - 1998: für das Album Greatest Hits - Spanien - 1991: für das Album Este mundo - 2024: für die Single Bamboleo - Uruguay - 1999: für das Album Greatest Hits | Platin-Schallplatte - Argentinien - 1994: für das Album Greatest Hits - Europa - 1992: für das Album Este mundo - Irland - 2005: für das Album The Very Best Of - Neuseeland - 1990: für das Album Gipsy Kings - Spanien - 2025: für die Single Volare - Ungarn - 2000: für das Album Greatest Hits 2× Platin-Schallplatte - Australien - 1989: für das Album Gipsy Kings - Europa - 1997: für das Album Greatest Hits - Kanada - 1991: für das Album Gipsy Kings - 1996: für das Album Greatest Hits 6× Platin-Schallplatte - Spanien - 2024: für die Single Ingobernable |

Anmerkung: Auszeichnungen in Ländern aus den Charttabellen bzw. Chartboxen sind in ebendiesen zu finden.
| Land/RegionAuszeichnungen für Musikverkäufe (Land/Region, Auszeichnungen, Verkäufe, Quellen) | Silber     | Gold       | Platin       | Verkäufe    | Quellen                                                        |
| -------------------------------------------------------------------------------------------- | ---------- | ---------- | ------------ | ----------- | -------------------------------------------------------------- |
| Argentinien (CAPIF)                                                                          | —          | —          | Platin1      | 60.000      | capif.org.ar (Memento vom 20. August 2011 im Internet Archive) |
| Australien (ARIA)                                                                            | —          | —          | 2× Platin2   | 140.000     | Einzelnachweise                                                |
| Belgien (BRMA)                                                                               | —          | Gold1      | —            | 25.000      | ultratop.be                                                    |
| Brasilien (PMB)                                                                              | —          | Gold1      | —            | 100.000     | pro-musicabr.org.br                                            |
| Deutschland (BVMI)                                                                           | —          | 3× Gold3   | Platin1      | 1.250.000   | musikindustrie.de                                              |
| Europa (IFPI)                                                                                | —          | —          | 3× Platin3   | (3.000.000) | ifpi.org                                                       |
| Frankreich (SNEP)                                                                            | Silber1    | 6× Gold6   | 2× Platin2   | 1.450.000   | infodisc.fr                                                    |
| Irland (IRMA)                                                                                | —          | —          | Platin1      | 15.000      | irishcharts.ie                                                 |
| Italien (FIMI)                                                                               | —          | Gold1      | —            | 50.000      | fimi.it                                                        |
| Japan (RIAJ)                                                                                 | —          | 2× Gold2   | —            | 200.000     | riaj.or.jp                                                     |
| Kanada (MC)                                                                                  | —          | Gold1      | 4× Platin4   | 450.000     | musiccanada.com                                                |
| Neuseeland (RMNZ)                                                                            | —          | 2× Gold2   | Platin1      | 37.500      | Einzelnachweise                                                |
| Niederlande (NVPI)                                                                           | —          | 2× Gold2   | —            | 100.000     | nvpi.nl                                                        |
| Norwegen (IFPI)                                                                              | —          | Gold1      | —            | 25.000      | ifpi.no (Memento vom 5. November 2012 im Internet Archive)     |
| Österreich (IFPI)                                                                            | —          | Gold1      | Platin1      | 75.000      | ifpi.at                                                        |
| Schweiz (IFPI)                                                                               | —          | 2× Gold2   | 2× Platin2   | 150.000     | hitparade.ch                                                   |
| Spanien (Promusicae)                                                                         | —          | 2× Gold2   | 7× Platin7   | 500.000     | elportaldemusica.es ES2                                        |
| Ungarn (MAHASZ)                                                                              | —          | —          | Platin1      | 20.000      | slagerlistak.hu                                                |
| Uruguay (CUD)                                                                                | —          | Gold1      | —            | 3.000       | cudisco.org (Memento vom 16. Februar 2005 im Internet Archive) |
| Vereinigte Staaten (RIAA)                                                                    | —          | Gold1      | 2× Platin2   | 2.500.000   | riaa.com                                                       |
| Vereinigtes Königreich (BPI)                                                                 | 3× Silber3 | 4× Gold4   | —            | 720.000     | bpi.co.uk                                                      |
| Insgesamt                                                                                    | 4× Silber4 | 31× Gold31 | 28× Platin28 |             |                                                                |